# Jacek Bartkiewicz
Jacek Adam Bartkiewicz (ur. 1954) – polski ekonomista i menedżer sektora bankowego. W latach 2001–2002 wiceminister finansów, w latach 2013–2019 członek Zarządu Narodowego Banku Polskiego.

## Życiorys
Ukończył studia na Wydziale Ekonomiki Produkcji Szkoły Głównej Planowania i Statystyki w Warszawie. Uzyskał doktorat z zakresu nauk ekonomicznych w Akademii Nauk Społecznych. Był pracownikiem instytutu ekonomii politycznej i ANS (1978–1990).
Od 1990 związany z Bankiem Śląskim jako dyrektor oddziału, członek zarządu i – od 1997 do 2001 – wiceprezes zarządu. Następnie przez rok zajmował stanowisko podsekretarza stanu w Ministerstwie Finansów w rządzie Leszka Millera, będąc w tym czasie m.in. wiceprzewodniczącym Komisji Nadzoru Bankowego. W latach 2002–2013 był prezesem zarządu Banku Gospodarki Żywnościowej. Od 2004 do 2006 zajmował jednocześnie stanowisko prezesa rady Giełdy Papierów Wartościowych w Warszawie.
W latach 2013–2019 był członkiem Zarządu Narodowego Banku Polskiego, od lutego do lipca 2016 wchodził w skład Komisji Nadzoru Finansowego jako przedstawiciel NBP.

## Odznaczenia
W 1999 odznaczony Srebrnym Krzyżem Zasługi, a w 2005 Krzyżem Kawalerskim Orderu Odrodzenia Polski.